# Boisseron
Boisseron is een gemeente in het Franse departement Hérault (regio Occitanie). De plaats maakt deel uit van het arrondissement Montpellier. Boisseron telde op 1 januari 2022 2.178 inwoners.

## Geografie
De oppervlakte van Boisseron bedroeg op 1 januari 2022 7,46 vierkante kilometer; de bevolkingsdichtheid was toen 292 inwoners per km².

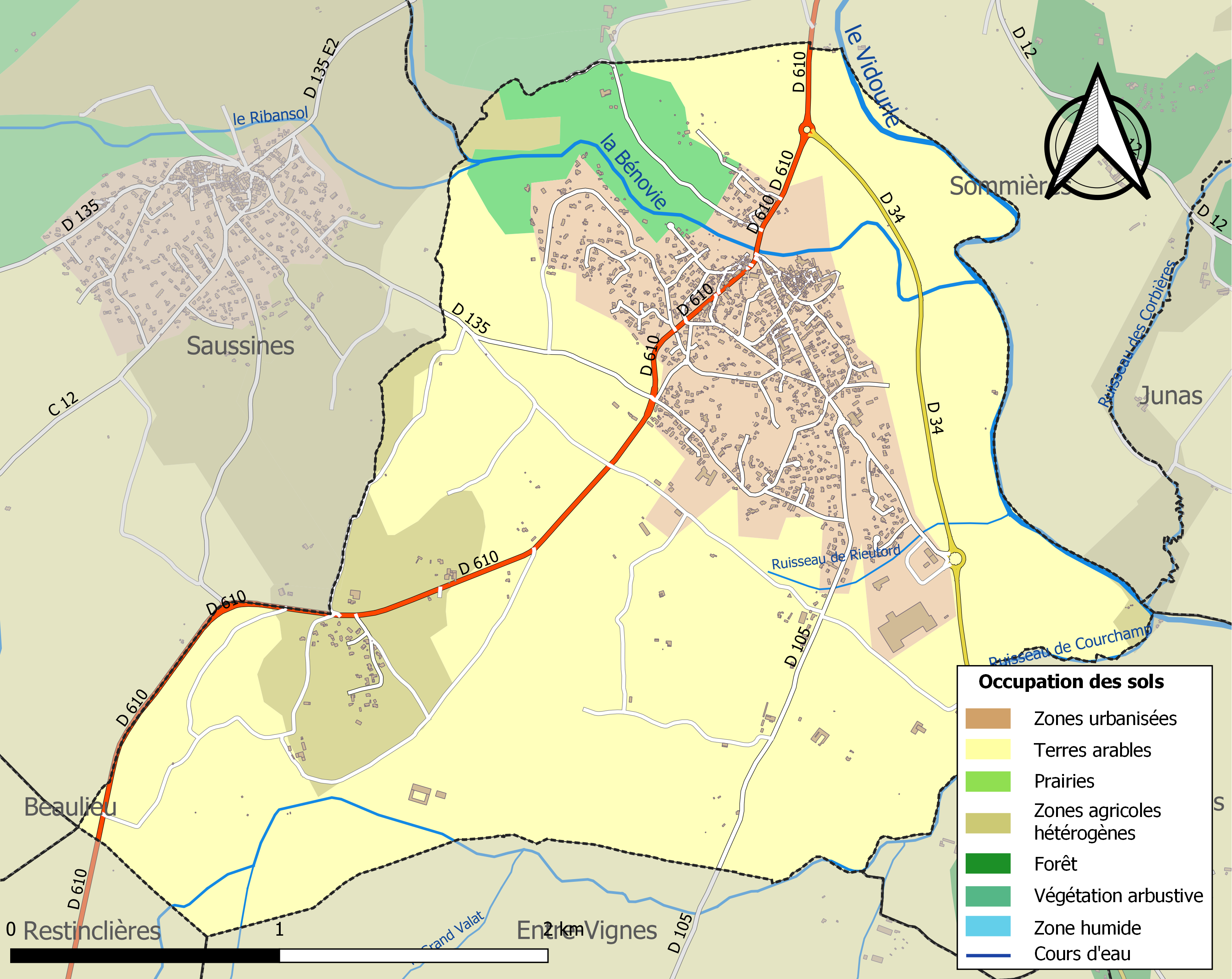
Kaart van de gemeente met belangrijkste infrastructuur, bodemgebruik en omliggende gemeenten

## Demografie
Onderstaande figuur toont het verloop van het inwonertal (bron: INSEE-tellingen).